# Cicindela limbata
Cicindela limbata är en skalbaggsart som beskrevs av Thomas Say 1823. Cicindela limbata ingår i släktet Cicindela och familjen jordlöpare.

## Underarter
Arten delas in i följande underarter:
- C. l. hyperborea
- C. l. labradorensis
- C. l. limbata
- C. l. nympha